# Мохэ (племена)
Мохэ́ (кит. упр. 靺鞨, пиньинь mòhé), также моцзи́ (кит. упр. 勿吉, пиньинь mòjí) — народ, живший на севере Маньчжурии с раннего средневековья, предки чжурчжэней и, соответственно, маньчжуров. Несколько раз переселялись на левый берег Амура. Язык относился к тунгусо-маньчжурским языкам, предположительно, был одним из проточжурчжэньских языков наряду с языками Илоу. А. В. Гребенщиков предполагает, что имя «мохэ» происходит от маньчжурского «мукэ» (вода), следовательно, «мохэ» переводилось им как «поречане, жители рек». Такой же точки зрения придерживался и Г. Е. Грумм-Гржимайло. Действительно, средоточием мохэйцев в IV—VI веках были бассейны рек Амура, Зеи, Сунгари, Уссури.
Мохэские племена являлись пришлым народом на Дальнем Востоке. В раннем средневековье они прибыли на территорию Маньчжурии из Забайкалья, скорее всего, покорив местные группы населения. В отличие от коренного населения современного Дальнего Востока России, мохэйцы не использовали каны. Но они ввели использование коней в охоте, военных действиях и сельском хозяйстве. При этом они позаимствовали многие занятия и промыслы у местного населения.[какие?]
Средневековые китайские историки считали их потомками народа сушень.

## Численность
Каждое племя имело своего вождя, которому и подчинялось. В китайских летописях были представлены 7 племенных союзов, хотя, скорее всего, их было больше. В частности, по данным «Син Тан шу», все 7 племён могли собрать до 50 тысяч войска, но в битве при Аньши, по данным «Цзинь ши», участвовало 150 тысяч мохэсцев. Скорее всего, 7 племён были вне влияния Когурё, а сколько мохэйцев проживало на территории Когурё, точно неизвестно.

### Семь племён
1. Сумо (粟末), граничило с Когурё. Могли собирать несколько[2] тысяч воинов и часто вторгались в Когурё.
2. Бодо (伯咄). Обитали севернее сумо. Могли собрать 7000 воинов.
3. Аньчегу (安車骨). Обитали на северо-востоке от бодо.
4. Фуне (拂涅). Жили на востоке от бодо.
5. Хаоши (號室). Жили на востоке от фуне.
6. Хэйшуй (黑水), в переводе с китайского «племя чёрной реки». Жили на берегах Амура, северо-западнее аньчегу. Самое сильное племя мукри.
7. Байшань (白山)в переводе с китайского «племя белых гор». Жили около Пэктусана, юго-восточнее сумо. Собирают не больше 3000 воинов.

## Этнические группы мукри среди других народов
Мукри, переселившиеся на Тянь-Шань во II в. н. э. во главе с сяньбийским вождем Таншихаем, входили в состав народа тюргеши, и были известны как сары-тюргеши.
Часть мукри вошла в состав туркмен в качестве отдельного племени. По одной из версий, потомками мохэ-мукринов является племя мекритов.

## Война
Китайцы считали мохэ лучшими воинами среди «восточных варваров». Они был сильны и отважны. Они презирали своих западных соседей Восточных Киданей (кит. Доумолоу) и нападали на них.
Восточные племена использовали стрелы с каменными наконечниками, западные — иногда бронзовые наконечники. Были отличными лучниками. Луки длиной 3 чи (88-100 см), стрелы около чи с двумя цунями (около 34 см). Осенью заготавливали яды для стрел, который использовали в основном для охоты. Основная военная сила пешие лучники.
Конные лучники восточных племён до образования Бохай спешивались перед боем. Кони были слабыми ростом 120-130 см похожие на лошадей Пржевальского. Конные лучники западных племён использовали коней ростом 150 см в холке. Выносливых и крепких - родственных скифским разноцветным лошадям. Стреляли из лука на ходу стрелами с кремниевыми и бронзовыми наконечниками, использовали копья длинной 180 см с бронзовым наконечником длинной 10 см и 40-50 см бронзовые колющие мечи.

## Известные правители
Несмотря на то что каждое племя имело своих вождей, известны имена только двух правителей:
1. Вождь, совершавший серьёзные набеги на Китай и носивший в переговорах с китайцами титул «великий мофо» (大莫弗), по имени Маньдо (瞞咄) (6 век).

2. Перешедший на сторону китайцев в начале 7 века вождь Тудицзи (突地稽).

## Отношения с соседями
Мохэйцы играли важную роль в отношениях между странами Корейского полуострова и Китаем. Мохэская конница часто совершала набеги на Китай и его союзников.
В 471—476 году прислали в Бэй Вэй посла Иличжи (乙力支) с данью — 500 лошадей. Иличжи рассказал китайцам о своём пути из земель мукри. Он сообщил, что мукри соединились с Пэкче и разбили когурёского Шиломи (十落密) и просят у императора совета как лучше напасть на Когурё с моря. Император приказал: «Три владения (Когурё, Пэкче и мукри) пусть живут в мире». Через десять лет дань два раза привозил уже другой посол — Хоуничжи (侯尼支).
В 581 году мукри прислали послов приветствовать восшествие на престол Суй Вэнь-ди.
Во время войны Суй Ян-ди против Когурё один из вождей мукри Тудицзи (突地稽) со своими людьми ушёл в Китай был принят в китайское подданство и пожалован титулом. Он полюбил китайские обычаи и просил прислать ему шапочку и пояс, как у настоящих чиновников, что было исполнено. Он сопровождал императора в походах на Ляодуне и был награждаем за храбрость в сражениях. Позже он провожал императора до Цзянсу. Ли Ми (аристократ, вождь восстания против Суй) пытался поймать его. После он поселился в городке Лючэн (柳城) и имел постоянное сообщение с Китаем.
После разгрома Когурё в 668 году эти племена участвовали в создании государства Бохай, часть вошла в состав Илоу, а часть осели в районе Пекина приняв китайское подданство.

## Хозяйство
Почвы были слишком сырые, низины. Выращивали просо и пшеницу, а также мальву. Производил брагу из различных злаков.
Были воды с большим содержанием соды. Добывали соль на древесной коре или посредством выпаривания в солёных озёрах.
Коров и овец не держали, но разводили лошадей. На них пахали землю и впрягали их в одноосные телеги с примитивными колёсами. Много и успешно охотились
Делали постройки, уплотняя землю, как при строительстве плотин, так и при строительстве землянок и глинобитных сооружений.

## Обычаи
На свадьбу невеста надевала полотняную юбку, а мужчина шубу на свиной коже и вставлял в головной убор хвост пушного зверя белого цвета. После свадьбы муж брал жену за воротник рубахи и вёл в свой дом. В случае супружеской измены муж имел право убить жену.
Часть использовала погребение в могилу и над ней строили хижину. Часть использовали обряд воздушного погребения. Различие по всей видимости религиозное. При раскопках Троицкого могильника в Амурской области были обнаружены захоронения вторичного и первичного типа.